# Vicia loiseleurii
Vicia loiseleurii är en ärtväxtart som först beskrevs av Friedrich August Marschall von Bieberstein, och fick sitt nu gällande namn av Dmitrij Litvinov. Vicia loiseleurii ingår i släktet vickrar, och familjen ärtväxter. Inga underarter finns listade i Catalogue of Life.